# Laima Balaišytė
Laima Balaišytė (Vilnius, Litouwse SSR, Sovjet-Unie, 3 januari 1948) is een voormalig Litouws professioneel tafeltennisster die uitkwam voor de Sovjet-Unie. Na haar huwelijk met tafeltennisser Anatoli Amelin speelt ze onder de naam Laima Amelin.

## Belangrijkste resultaten
- Goud met het team op de wereldkampioenschappen 1969.
- Zilver met het team op de wereldkampioenschappen 1967.
- Zilver met het team op de Europese kampioenschappen 1966.

- Virtual International Authority File: 9989154260763824480000